# Tobin Bell
Joseph Henry Tobin Jr. (Queens, Nueva York, 7 de agosto de 1942), conocido como Tobin Bell, es un actor estadounidense. Después de años de trabajo como suplente en películas, tuvo su primer gran trabajo en Mississippi Burning en 1988, y luego protagonizó en películas hecha para televisión y en programas a lo largo de 1990. Bell es conocido como el protagonista John "Jigsaw" Kramer de la serie Saw. Proporcionó su voz en  dos videojuegos basados en las películas, Saw y su secuela, Saw II: Flesh & Blood.

## Primeros años
Bell luego se unió a Actors Studio donde estudió con Lee Strasberg y Ellen Burstyn, y se unió a Neighborhood Playhouse de Sanford Meisner. Interpretó papeles de fondo en los años setenta y ochenta en más de treinta películas, incluyendo películas de Woody Allen (Manhattan y Martin Scorsese, mientras también protagonizaba en Broadway. Bell dijo que otros actores de Actors Studio pensaban que hacer de suplente y trabajar como fondo era "estúpido y degradante", pero él nunca lo sintió así.

## Carrera

### Primeros trabajos: 1982-1999
En 1982, Bell hizo una escena pequeña sin acreditar en la película de Sydney Pollack, Tootsie, interpretando a un mesero en Russian Tea Room. Él dijo a Movieline, "Cuando hablas sobre Tootsie, es la punta del iceberg, porque aquellas otras treinta y nueve películas que hice no están ni siquiera en IMDb.
Trabajó en The Verdict en 1982, durante dos semanas como reportero de sala de audiencias en el juicio. Él lo tomó como una "gran oportunidad" mirando a Sidney Lumet y Paul Newman, mientras también aprendía el aspecto técnico de la actuación. Por cada papel que hace, comenzando con leer el guion a la grabación final de una producción, él mantiene un diario de varias preguntas y motivaciones por su personaje. "Escribo todo tipo de cosas corrientes que me ayudan."
A mediados de la década de 1980, Bell dijo "Estaba haciendo obras de Broadway tres noches por semana, trabajando en mi oficio. Y un director en Actors Studio dijo, 'Tobin, tú has estado haciendo eso por un tiempo. Creo que deberías ir a Hollywood e interpretar a chicos malos'." Bell se mudó a Los Ángeles y fue elegido en su primera película, Mississippi Burning en 1988, como un agente de FBI "desagradable". Bell interpretó The Nordic Man en otra película de Pollack, The Firm en 1993. Apareció en un episodio de Seinfeld llamado "The Old Man" interpretando a un propietario de una tienda de discos. Apareció en dos episodios de NYPD Blue interpretando a diferentes personajes; interpretó a Donald Selness en un episodio de 1993 y a Jerry el Artista en un episodio de 1996.
En 1994, Bell interpretó a un administrador de hospital en el segundo episodio de la primera temporada de ER y apareció en un episodio de otro drama médico, Chicago Hope, interpretando a un condenado a muerte con enfermedades terminales. Ese mismo año, interpretó a "Unabomber" en el telefilme Unabomber: The True Story. En 1997, Bell estuvo en un episodio de La Femme Nikita y Nash Bridges. Al año siguiente, estuvo en un episodio de Stargate SG-1 y en un episodio de dos partes de Walker, Texas Ranger.

### 2004-presente
En 2004, Bell fue elegido como el infame asesino Jigsaw, un ingeniero que quiere que otros aprecien el valor de la vida a través de "juegos" en la película de terror, Saw. Aunque Bell pasó tres semanas en el suelo y tuvo pocas líneas, la película de bajo presupuesto fue un éxito de taquilla. El éxito de la primera película trajo ocho secuelas: Saw II, Saw III, Saw IV, Saw V, Saw VI, Saw 3D, Jigsaw y Saw X. Prestó su voz para el personaje de Jigsaw en el videojuego de Saw en 2009, y su secuela, Saw II: Flesh & Blood en 2010. Para su papel como "Jigsaw", Bell recibió nominaciones en los Premios MTV Movie en 2006 y 2007 por "Mejor Villano", ganó "Mejor Carnicero", en los premios Fuse/Fangoria Chainsaw y tuvo el título de "Mejor Villano en una Serie de Películas" en 2010. Aunque él considera su papel en Saw como "una gran bendición", él espera pronto en tener la oportunidad en ser elegido contra el tipo.
En 2007, Bell interpretó en Decoys 2: Alien Seduction, The Haunting Hour: Don't Think About It y Buried Alive, en que todas fueron lanzadas directo a vídeo.

## Vida personal
Bell está casado y tiene dos hijos. Cuando no actúa, entrena en un equipo de Little League Baseball y flag football.
También disfruta el senderismo y tocar la guitarra.

## Filmografía

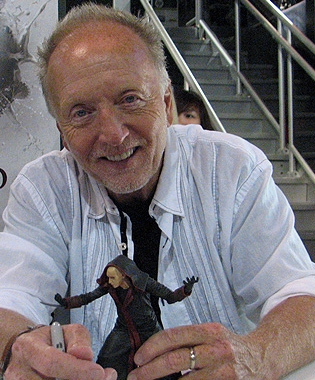
Bell sosteniendo un muñeco de Jigsaw, en 2010.

| Año  | Título                              | Papel                  | Notas                |
| ---- | ----------------------------------- | ---------------------- | -------------------- |
| 1982 | Tootsie                             | Mesero                 | No acreditado        |
| 1982 | The Veredict                        | Observador             | No acreditado        |
| 1988 | Mississippi Burning                 | Agente Stokes          |                      |
| 1989 | An Innocent Man                     | Zeke                   |                      |
| 1990 | False Identity                      | Marshall Errickson     |                      |
| 1990 | Loose Cannons                       | Gerber                 |                      |
| 1990 | Goodfellas                          | Parole Officer         |                      |
| 1992 | Ruby                                | David Ferrie           |                      |
| 1993 | Boiling Point                       | Roth                   |                      |
| 1993 | The Firm                            | El Hombre Nórdico      |                      |
| 1993 | In the Line of Fire                 | Mendoza                |                      |
| 1993 | Malice                              | Earl Leemus            |                      |
| 1995 | Serial Killer                       | William Lucian Morrano | Directamente a vídeo |
| 1995 | The Quick and the Dead              | Dog Kelly              |                      |
| 1996 | Cheyenne                            | Marshal Toynbee        |                      |
| 1998 | Brown's Requiem                     | Stan el Hombre         |                      |
| 1998 | Overnight Delivery                  | John Dwayne Beezly     |                      |
| 1998 | Best of the Best 4: Without Warning | Lukast Slava           |                      |
| 1999 | The 4th Floor                       | The Locksmith          |                      |
| 2000 | The Road to El Dorado               | Zaragoza               | Voz                  |
| 2001 | Good Neighbor                       | Geoffrey Martin        |                      |
| 2002 | Black Mask 2: City of Masks         | Moloch                 |                      |
| 2003 | Power Play                          | Clemens                |                      |
| 2004 | Saw                                 | John Kramer/Jigsaw     |                      |
| 2005 | Saw II                              | John Kramer/Jigsaw     |                      |
| 2006 | Saw III                             | John Kramer/Jigsaw     |                      |
| 2007 | Buried Alive                        | Lester                 |                      |
| 2007 | Decoys 2: Alien Seduction           | Profesor Erwin Buckton | Directamente a vídeo |
| 2007 | Hora de terror                      | El extraño             | Directamente a vídeo |
| 2007 | Boogeyman 2                         | Dr. Mitchell Allen     |                      |
| 2007 | Saw IV                              | John Kramer/Jigsaw     |                      |
| 2008 | Saw V                               | John Kramer/Jigsaw     |                      |
| 2009 | Saw VI                              | John Kramer/Jigsaw     |                      |
| 2010 | Saw 3D                              | John Kramer/Jigsaw     |                      |
| 2014 | Dark House                          | Seth                   |                      |
| 2014 | Finders Keepers                     | Dr. Freeman            |                      |
| 2015 | Phantom Halo                        | Smasmouth              |                      |
| 2017 | 12 Deep Feet                        | McGradey               |                      |
| 2017 | Jigsaw                              | John Kramer/Jigsaw     |                      |
| 2017 | Belzebuth                           | Vasilio Canetti        |                      |
| 2017 | 61: Highway to Hell                 | El Diablo              |                      |
| 2020 | The Old Man and the Pond            | Billy Ford             |                      |
| 2020 | The Call                            | Edward Cranston        |                      |
| 2023 | Saw X                               | John Kramer/Jigsaw     |                      |

## Televisión
| Año     | Título                                               | Papel                     | Notas |
| ------- | ---------------------------------------------------- | ------------------------- | --- |
| 1988    | The Equalizer                                        |                           | Episodio: "The Day of the Covenant"                                                                                            |
| 1989    | Perfect Witness                                      | Dillon                    | Película de televisión |
| 1990    | Alien Nation                                         | Brian Knox                | Episodio: "Crossing the Line"                                                                                                  |
| 1990    | Jake and the Fatman                                  | Vic                       | Episodio: "More Than You Know"                                                                                                 |
| 1990    | Broken Badges                                        | Martin Valentine          | Episodio: "Pilot" |
| 1991    | Love, Lies and Murder                                | Al Stutz                  | Película de televisión |
| 1991    | The 100 Lives of Black Jack Savage                   |                           | Película de televisión |
| 1991    | Disney Presents The 100 Lives of Black Jack Savage   | Tony Gianini              | Episodio: "Pilot" |
| 1991    | Vendetta: Secrets of a Mafia Bride                   | Barman                    | Película de televisión |
| 1992    | Mann & Machine                                       | Richards                  | Episodio: "No Pain, No Gain"                                                                                                   |
| 1992    | Calendar Girl, Cop, Killer? The Bambi Bembenek Story | Dan Cushman               | Película de televisión |
| 1992    | Silk Stalkings                                       | Emil Rossler              | Episodio: "Hot Rocks" |
| 1993    | Seinfeld                                             | Jack                      | Episodio: "The Old Man" |
| 1993    | Sex, Love and Cold Hard Cash                         | Mansfield                 | Película de televisión |
| 1993    | NYPD Blue                                            | Donald Selness            | Episodios: "Personal Foul" "He's Not Guilty, He's My Brother"                                                                  |
| 1994    | Deep Red                                             | Warren Rickman            | Película de televisión |
| 1994    | Dead Man’s Revenge                                   | Bullock                   | Película de televisión |
| 1994    | ER                                                   | Administrador de hospital | Episodio: "Day One" |
| 1994    | Mortal Fear                                          | Dr. Alvin Hayes           | Película de televisión |
| 1994    | New Eden                                             | Ares                      | Película de televisión |
| 1995    | Under Suspicion                                      | Ron O'Keefe               | Episodio: "A Haunting Case" |
| 1996    | The Babysitter’s Seduction                           | Det. Frank O'Keefe        | Película de televisión |
| 1996    | The Lazarus Man                                      |                           | Episodio: "Among the Dead" |
| 1996    | Murder One                                           | Jerry Albanese            | Episodio: "Chapter Twenty-Two"                                                                                                 |
| 1996    | Unabomber: The True Story                            | Theodore Kaczynski        | Película de televisión |
| 1996    | Chicago Hope                                         | Luther Evans              | Episodio: "A Time to Kill" |
| 1997    | La Femme Nikita                                      | Perry Bauer               | Episodio: "Love" |
| 1997    | Nash Bridges                                         | William Boyd              | Episodio: "Payback" |
| 1998    | Stargate SG-1                                        | Omoc                      | Episodio: "Enigma" |
| 1998    | One Hot Summer Night                                 | Vincent "Coupe" De Ville  | Película para televisión |
| 1998    | Walker, Texas Ranger                                 | Karl Storm                | Episodios: "The Wedding: Parte 1" "The Wedding: Parte 2"                                                                       |
| 1998    | Vengeance Unlimited                                  | Teddy Hix                 | Episodio: "Bitter End" |
| 1999    | Strange World                                        | Owen Sassen               | Episodio: "Eliza" |
| 1999    | The Pretender                                        | Mr. White                 | Episodio: "The World's Changing"                                                                                               |
| 2000    | The X-Files                                          | Ashman                    | Episodio: "Brand X" |
| 2000    | Harsh Realm                                          | Slater                    | Episodio: "Reunion" |
| 2001    | Once and Again                                       | Hombre en Traje           | Episodio: "Aaron's Getting Better"                                                                                             |
| 2001    | The Sopranos                                         | Maj. Carl Zwingli         | Episodio: "Army of One" |
| 2001    | The Guardian                                         |                           | Episodio: "The Funnies" |
| 2001    | Alias                                                | SD-6 Agent Karl Dreyer    | Episodios: "Time Will Tell" "Mea Culpa                                                                                         |
| 2002    | Charmed                                              | Orin                      | Episodio: "The Eyes Have It"                                                                                                   |
| 2002    | The West Wing                                        | Colonel Whitcomb          | Episodio: "Process Stories" |
| 2003    | 24                                                   | Peter Kingsley            | Episodios: "Day 2: 2:00 a.m.-3:00 a.m." "Day 2: 3:00 a.m.-4:00 a.m." "Day 2: 6:00 a.m.-7:00 a.m." "Day 2: 7:00 a.m.-8:00 a.m." |
| 2004    | Revelations                                          | Nathan Volk               | 5 Episodios |
| 2007    | The Kill Point                                       | Alan Beck                 | 6 Episodios |
| 2009    | Starz Inside: Unforgettably Evil                     | Él mismo                  | Película de televisión |
| 2014    | Criminal Minds                                       | Malachi Lee               | Episodio 20 Temporada 9 |
| 2016/17 | The Flash                                            | Dr. Alchemy y Savitar     | |

## Premios
| Año  | Premio                       | Categoría                             | Película  | Resultado |
| ---- | ---------------------------- | ------------------------------------- | --------- | --------- |
| 2006 | Fuse/Fangoria Chainsaw Award | Mejor Villano                         | Saw II    | Ganador   |
| 2006 | Premios MTV Movie            | Mejor Villano                         | Saw II    | Nominado  |
| 2006 | Scream Award                 | Mejor Villano                         | Saw II    | Nominado  |
| 2007 | Premio MTV Movie             | Mejor Villano                         | Saw III   | Nominado  |
| 2007 | Scream Award                 | Mejor Villano                         | Saw III   | Nominado  |
| 2008 | Scream Award                 | Mejor Villano                         | Saw IV    | Nominado  |
| 2009 | Chiller-Eyegore Award        | Mejor Villano en una serie de Premios | Serie Saw | Ganador   |